# Atletismo nos Jogos Pan-Americanos de 1955 - Salto em altura masculino
A prova do salto em altura masculino nos Jogos Pan-Americanos de 1955 foi realizada na Cidade do México, México.

## Medalhistas
| Ouro                              | Prata                           | Bronze                              |
| Ernest Shelton USA Estados Unidos | Herman Wyatt USA Estados Unidos | José Telles da Conceição BRA Brasil |

## Resultados
| Posição           | Nome                     | Nacionalidade      | Marca | Notas |
| ----------------- | ------------------------ | ------------------ | ----- | ----- |
| Medalha de ouro   | Ernest Shelton           | USA Estados Unidos | 2.01  |       |
| Medalha de prata  | Herman Wyatt             | USA Estados Unidos | 2.01  |       |
| Medalha de bronze | José Telles da Conceição | BRA Brasil         | 1.91  |       |
| 4                 | Ernesto Lagos            | CHI Chile          | 1.89  |       |
| 5                 | Roberto López            | CUB Cuba           | 1.86  |       |
| 6                 | Gaspar Vigo              | PUR Porto Rico     | 1.86  |       |
| 7                 | Téofilo Davis            | VEN Venezuela      | 1.81  |       |
| 8                 | Ramón López              | CUB Cuba           | 1.81  |       |